# Je suis à prendre
 Pour plus de détails, voir Fiche technique et Distribution
Je suis à prendre est un film pornographique français, réalisé par Francis Leroi et mettant en vedette Brigitte Lahaie, sorti en salles en 1978.

## Synopsis
Hélène, une femme jeune et inexpérimentée, épouse un beau et riche châtelain. Mais son mari, plutôt que d'accomplir son devoir conjugal, la délaisse pour aller passer ses soirées dans un club libertin. Hélène, sous l'effet d'un aphrodisiaque versé par son mari dans un verre de lait, multiplie alors les aventures sexuelles avec ses domestiques...

## Fiche technique
- Titre original : Je suis à prendre
- Titre alternatif : Une belle prise (utilisé lors de la diffusion sur Canal+)
- Réalisation et scénario : Francis Leroi
- Producteur : Francis Mischkind
- Photographie : François About
- Caméraman : Thierry Arbogast
- Pays :  France
- Langue originale : français
- Genre : pornographique
- Durée : 78 minutes
- Mention CNC : classement X (visa d'exploitation no 48292 délivré le 6 mars 1978)

## Distribution
- Brigitte Lahaie : Hélène
- Patrice Cuny (sous le nom de Patrick Bruno) : Bertrand, le mari d'Hélène
- Jean-Pierre Armand (sous le nom de Max Pardos) : Hector, le palefrenier
- Karine Gambier (sous le nom de Carine Stephen) : Maguy, la femme de chambre
- Robert Leray : Ralf, le vieux majordome
- Dominique Aveline : un homme dans le club à partouze
- Lydie Beggy : une femme dans le club à partouze
- Sophie Bulle : une femme dans le club à partouze

## Autour du film
Construit autour du thème de l'initiation sexuelle d'une jeune ingénue et se déroulant dans un univers rappelant le vaudeville ou le mélodrame bourgeois, Je suis à prendre est considéré comme un classique du X français des années 1970. À sa sortie, la qualité esthétique du film est remarquée par plusieurs journaux, qui la jugent nettement supérieure au tout-venant du cinéma pornographique de l'époque. Le critique Raymond Lefèvre écrit, dans Cinéma 78 (n°326) : « Je suis à prendre est d'une qualité formelle rarement vue à l'écran. Chaque plan est d'une beauté visuelle qui traduit une grande maîtrise. (...) Par sa qualité et son audace, le film se venge du X infamant et du titre stupide qui le condamnent aux salles honteuses ». Jean-Louis Cros, dans La Revue du cinéma (n°329), salue « Un porno enfin mis en scène qui mise à fond sur l'esthétique ». Réalisateur cinéphile, Francis Leroi avait tenu à soigner le scénario, les décors, et surtout la photographie, confiée à un technicien expérimenté, François About. 
Je suis à prendre est l'un des titres les plus connus de la filmographie de Brigitte Lahaie, qui le considère comme « le meilleur et le plus beau de tous les films de [sa] période érotique ».